# Grafenwerther Brücke
Die Grafenwerther Brücke ist eine Brücke in Bad Honnef über den Altarm des Rheins, die 1911 errichtet wurde. Sie verbindet das festlandseitige Rheinufer mit der Insel Grafenwerth. Die Grafenwerther Brücke steht als Baudenkmal unter Denkmalschutz.

## Geschichte
Die Brücke entstand als erste feste Verbindung zwischen Honnef und Grafenwerth und geht auf eine Planung des Stadtplaners Karl Henrici zurück. Bereits 1908 war auf der Insel eine Anlegestelle für Dampfschiffe eröffnet worden. Von der damit verbundenen Belebung des Fremdenverkehrs konnte nur das Ausflugslokal auf der Insel profitieren, nicht aber die Stadt, die nur über eine weitere Bootsfahrt mit anschließendem Fußmarsch zu erreichen war. Der in Honnef ansässige Architekt Ottomar Stein wurde deshalb 1910 mit dem Entwurf für eine Brücke über den Altarm beauftragt, die den Weg von der Insel in die Stadt vereinfachen sollte. Nachdem im Juni des gleichen Jahres die ministerielle Genehmigung erteilt wurde, begann die Ausführungsplanung. Die Bauarbeiten wurden im März 1911 durch die Kölner Bauunternehmung Helff & Heinemann aufgenommen und am 1. Oktober 1911 wurde die erste feste Verbindung zur Insel feierlich eingeweiht; einige Restarbeiten standen zu diesem Zeitpunkt noch aus, sodass sich die Gesamtfertigstellung bis Oktober 1912 verzögerte. Die Baukosten von 167.190 Mark mussten nach einer Anschubfinanzierung von 30.000 Mark durch den Zeitungsverleger Wilhelm Girardet größtenteils von der Stadt Honnef getragen werden. Das Bauwerk wurde seinerzeit in Fachzeitschriften dokumentiert und gilt als eine der frühen Stahlbetonbrücken in Deutschland. Ein Jahr nach Fertigstellung bog sich die Brüstung der Brücke an einzelnen Stellen aus, die Kosten der Beseitigung der Schäden musste die Stadt übernehmen.
Am Ende des Zweiten Weltkriegs, im März 1945, beabsichtigte der Kommandeur der örtlichen deutschen Pioniereinheit die Sprengung der Brücke. Dieses Vorhaben konnte, möglicherweise aufgrund einer Intervention des damaligen Honnefer Stadtbaumeisters, abgewendet werden. 1953 entstand ein Treppenaufgang von der Rheinpromenade an der Endhaltestelle der Siebengebirgsbahn zur Brücke, der nach dem Bau der die Inselbrücke verlängernden Fußgängerbrücke über die Bundesstraße 42 bereits 1959 durch einen neuen ersetzt wurde. Von 1973 bis 1974 erfolgte eine umfassende Sanierung des Bauwerks, im Zuge derer unter anderem ein Großteil der Brüstung abgebrochen und durch Stahlbetonbrüstungen mit den bisherigen Profilierungen ersetzt wurde.
Seit dem 13. Oktober 1993 ist die Brücke in der Denkmalliste der Stadt Bad Honnef eingetragen. Am 11. Juni 2005 taufte die Bürgermeisterin Wally Feiden das zuvor namenlose Bauwerk im Rahmen des Aranka-Fests auf seinen heutigen Namen. Ab 2015 waren die Innenseiten der Brüstung durch massive Stahlträger gesichert und es wurden Planungen für eine Grundsanierung der Brücke aufgenommen. Seit März 2017 wird die Zufahrt zur Brücke durch einen elektronischen Poller geregelt. Die Sanierung des Bauwerks, die vom Bund und dem Land bezuschusst wurde, erfolgte von November 2021 bis November 2023 und wurde von dem Bauunternehmen Hochtief ausgeführt.

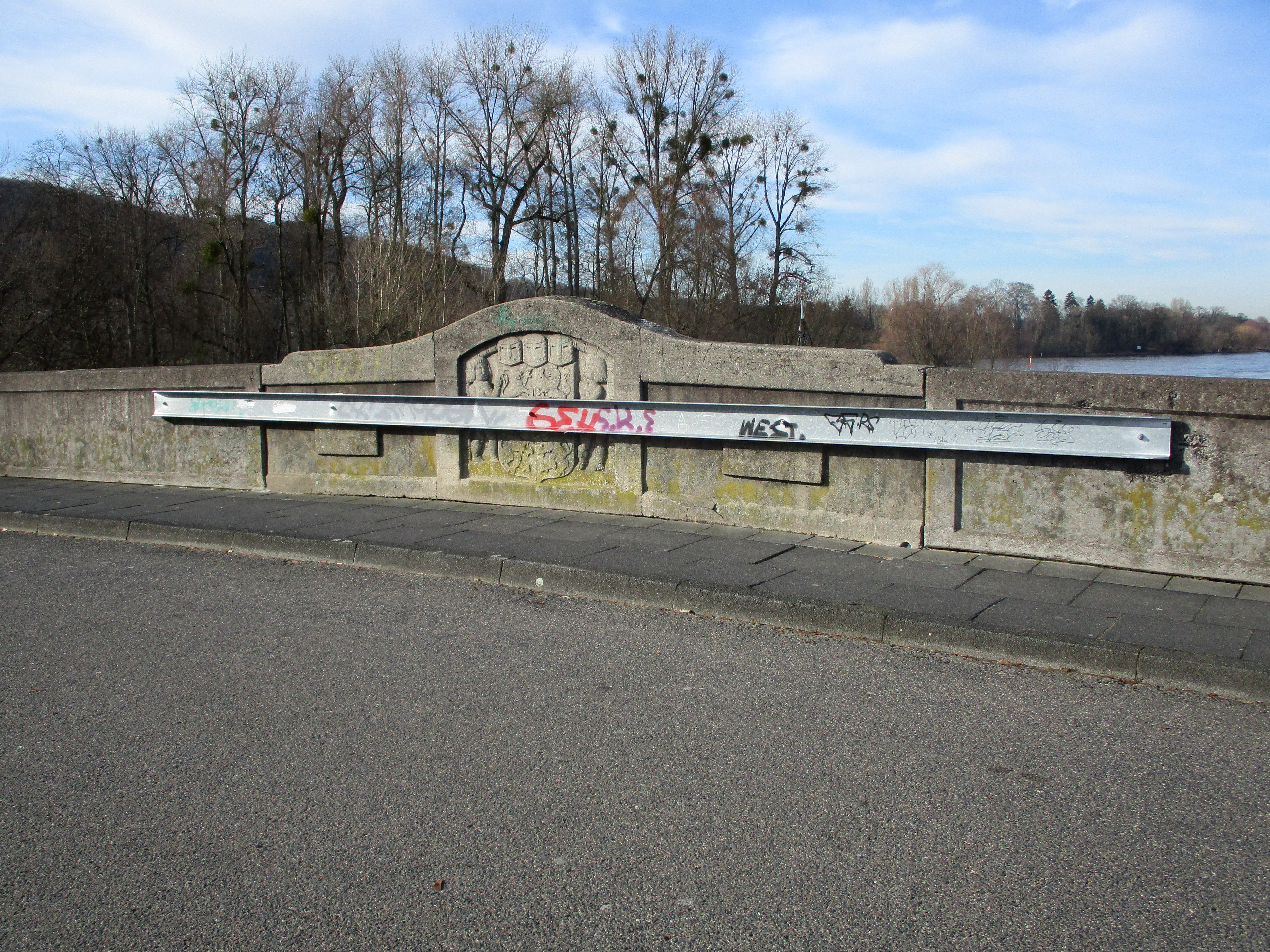
Sicherung der Brüstung durch Stahlträger (2019)

## Beschreibung
Die Grafenwerther Brücke, im Norden der Insel gelegen, ist eine Bogenbrücke aus Stahlbeton aus fünf flachen Korbbögen mit einer lichten Weite von 26, 22 und 18 m. Verbaut wurden rund 4000 m³ Beton sowie 20 t Eisen. Die Gesamtlänge beträgt 130 m, die Nutzbreite von 8 m setzt sich aus 5 m für die Fahrbahn und je 1,5 m für die Bürgersteige zusammen. An den Widerlagern wie an den beiden mittleren Pfeilern bestehen beidseitig balkonartige Ausbuchtungen. Unmittelbar östlich schließt sich die 1959 entstandene Fußgängerbrücke über Bundesstraße 42 und rechtsrheinische Bahnstrecke an, südöstlich das Brückenbauwerk Honnefer Kreuz. Eine Treppenanlage führt zur Rheinpromenade hinab, die zur Stadtbahn-Endhaltestelle Bad Honnef der Siebengebirgsbahn überleitet. Nördlich der Brücke ankert im Altarm seit 1990 der Aalschokker Aranka, eine Hinweistafel befindet sich auf der Brücke.